# Horst Locher
Horst Locher (* 20. Oktober 1925 in Tübingen; † 24. August 2011 in Reutlingen) war ein deutscher Rechtsanwalt und Rechtswissenschaftler mit Forschungsschwerpunkt Baurecht.

## Leben
Nach Studium, Referendariat und Promotion begann Horst Locher seine berufliche Laufbahn als Rechtsanwalt mit einer Tätigkeit in der Rechtsanwaltskanzlei von Eduard Leuze in Reutlingen. 1957 machte sich Locher als Anwalt in eigener Kanzlei selbsttätig. Diese Kanzlei entwickelte sich ab dem Beginn der 1970er-Jahre zu einer mittelgroßen, auf das private und öffentliche Baurecht spezialisierten Kanzlei. Es entstand schließlich eine überregional tätige Sozietät. Locher selbst war in baurechtlichen Angelegenheiten unter anderem als Schiedsrichter und als Obmann in Schiedsgerichtsverfahren tätig.
Neben seiner anwaltlichen Tätigkeit begann er früh, Fortbildungskurse zum Baurecht für Richter, Anwaltskollegen und Baubeteiligte zu veranstalten, unter anderem gemeinsam mit Hermann Korbion. Locher wurde Honorarprofessor für Baurecht an der Universität Tübingen und der Staatlichen Akademie der Bildenden Künste in Stuttgart.

## Werk
Mit „Recht der bildenden Kunst“, seiner ersten, 1969 erschienenen Monographie, legte Locher als erster Autor die theoretischen Grundlagen des Rechts der bildenden Künste dar. Mit baurechtlichen Fragestellungen befasste er sich bereits in Veröffentlichungen seit 1964, so behandelte er als Erster 1964 das Problem der sogenannten Bausummenüberschreitung. Locher entwickelte hierbei die Grundsätze, nach denen solche Fälle noch immer in Rechtsprechung und Praxis behandelt werden. Die erste Buchveröffentlichung Lochers zum Baurecht war „Baubetreuungs- und Bauträgerrecht“. Dieses Werk erschien in vier Auflagen. Locher begründete den ersten Kommentar zur Honorarordnung für Architekten und Ingenieure (HOAI) und verfasste das Lehrbuch „Das private Baurecht“. Gemeinsam mit Korbion verfasste er das als grundlegend geltende Werk „AGBG und Bauerrichtungsverträge“. Er veröffentlichte ferner ein Lehrbuch zum Recht der Allgemeinen Geschäftsbedingungen, das auch ins Japanische übersetzt wurde.
Zu seinem 65. Geburtstag 1990 wurde er mit einer Festschrift geehrt.